# Melinoides flavotincta
Melinoides flavotincta är en fjärilsart som beskrevs av Paul Dognin 1900. Melinoides flavotincta ingår i släktet Melinoides och familjen mätare. Inga underarter finns listade i Catalogue of Life.